# Bellinzona (stacja kolejowa)
Bellinzona (włoski: Stazione di Bellinzona) – stacja kolejowa w Bellinzona, w kantonie Ticino, w Szwajcarii.

## Historia
Stacja została otwarta w 1874 jako Tessiner Talbahnen odcinkiem Biasca – Bellinzona – Lugano – Chiasso i Bellinzona – Locarno. 1882 otwarto Tunel kolejowy Świętego Gotarda i związaną z nim linię bezpośrednią Airolo - Biasca.
Po otwarciu TILO, w szybkiej kolei miejskiej Ticino i Lombardii, w 2004 Bellinzona stała się centrum sieci. Od Bellinzony kursują pociągi podmiejskie do Biasca, Chiasso, Locarno lub Albate-Camerlata, w godzinach szczytu do Luino.
Wraz z otwarciem Gotthard Base Tunnel w 2017 r., czas podróży między Bellinzona i niemieckojęzyczną Szwajcarią będzie skrócony o około jedną godzinę.